# Yves Klein
Yves Klein (ur. 28 kwietnia 1928 w Nicei, zm. 6 czerwca 1962 w Paryżu) – francuski artysta intermedialny, malarz i rzeźbiarz.

## Życie

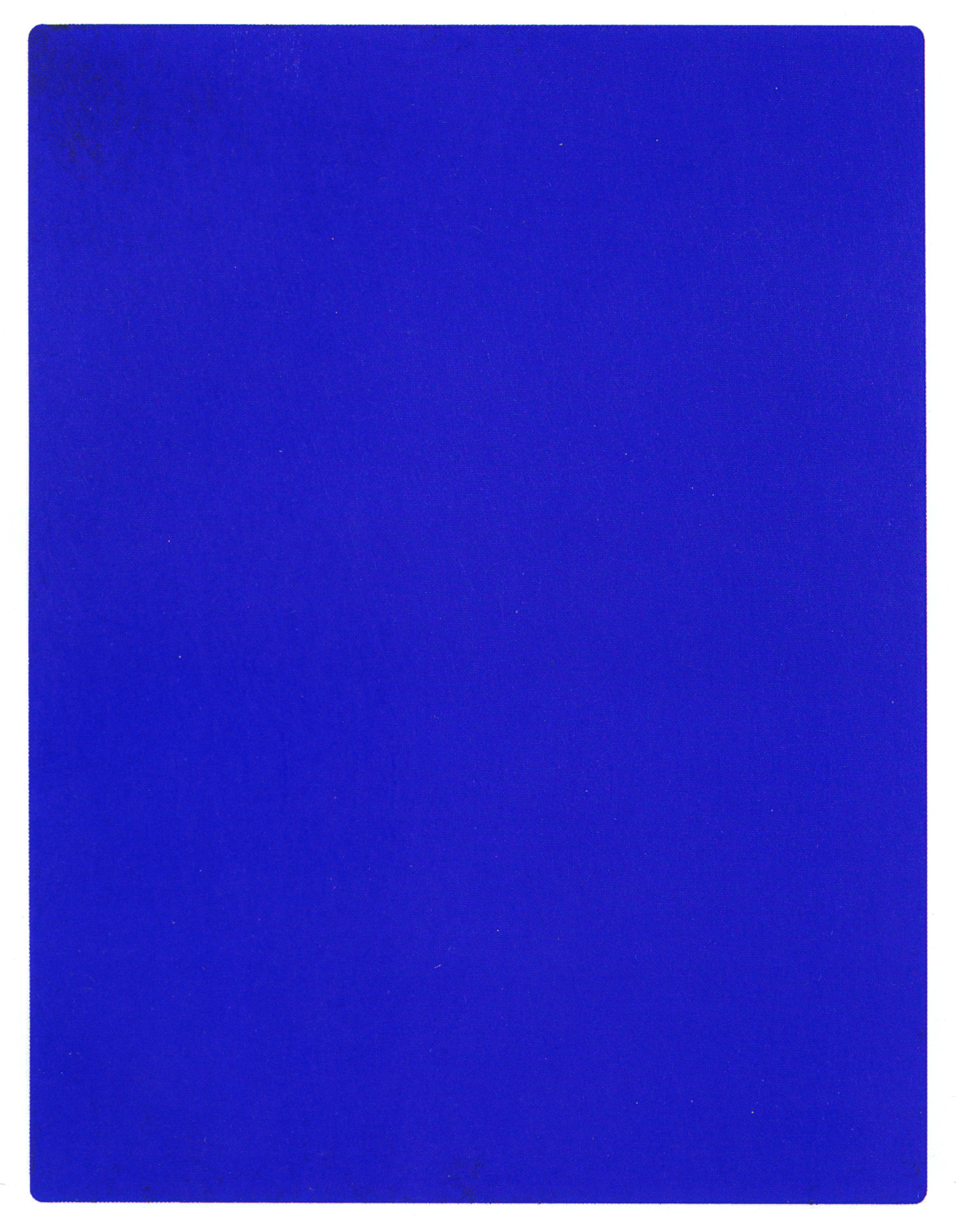
Yves Klein, IKB 191, 1962

Oboje rodzice byli malarzami. Uczęszczał do Szkoły Marynarki Handlowej w Nicei (1942–1946), nie uzyskując żadnego wykształcenia o charakterze artystycznym. Na początku lat 50. mieszkał w Japonii. Pomimo krótkiej – trwającej zaledwie osiem lat (1954 do 1962) – kariery artystycznej, należy dziś do najważniejszych protagonistów powojennej awangardy. Tworzył obrazy, rzeźby, instalacje, fotografie, scenografie teatralne i filmowe, napisał kilka ważnych tekstów, w których zakwestionował tradycyjną koncepcję sztuki, jej tworzenia i prezentacji. Międzynarodowe uznanie zdobył jako pierwszy twórca monochromów (kompozycje tego rodzaju tworzył już od 1946). Klein swój ulubiony malarski kolor – ultramarynę zarejestrował pod nazwą International Klein Blue. IKB to niezwykle intensywny, jaśniejący błękit, uzyskany według receptury, którą Klein opracował samodzielnie.
Zmarł w wyniku zawału serca w wieku 34 lat.

## Technika
Artysta używał różnych barw, ale od końca lat 50. stosował już praktycznie tylko wynaleziony przez siebie błękit. Zasłynął jako autor obrazów malowanych bez użycia pędzla. Za „narzędzie” służyły mu niekiedy ciała nagich modelek, które po pomalowaniu farbą pozostawiały odciski na papierze albo płótnie. Prace powstałe w ten sposób, nazwane Antropometriami,  rejestrowały odciski gestów i fizyczną energię ciał. Inne dzieła Klein tworzył przy użyciu ognia – wzory powstawały z osiadającej na płótnach sadzy.